# Marbach (Saint-Gall)
Pour les articles homonymes, voir Marbach.
Marbach est une commune suisse du canton de Saint-Gall, située dans la circonscription électorale de Rheintal.

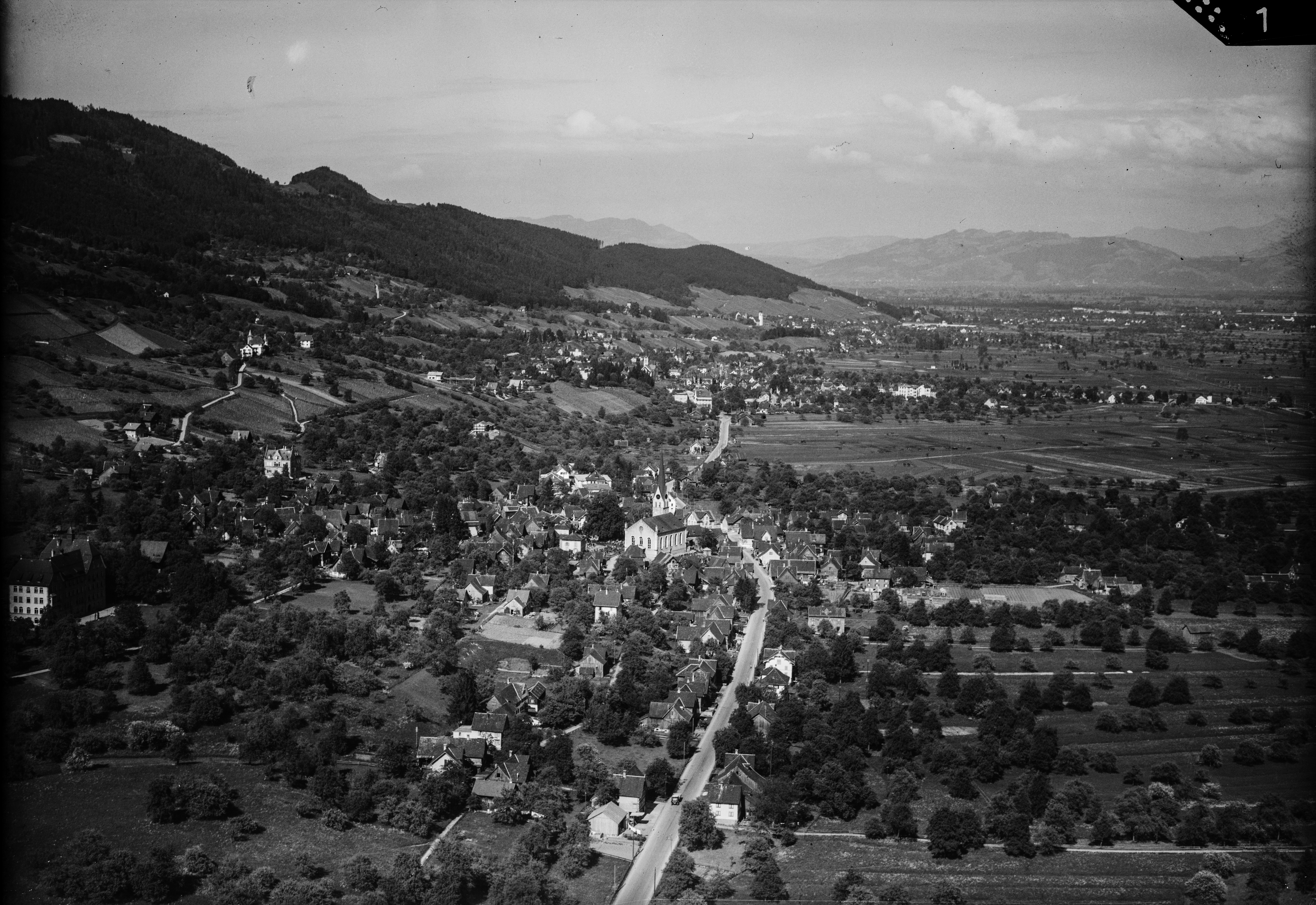
Photo aérienne (1947).